# Inger Helene Nybråten
Inger Helene Nybråten (ur. 8 grudnia 1960 w Fagernes) – norweska biegaczka narciarska, trzykrotna medalistka olimpijska i sześciokrotna medalistka mistrzostw świata.

## Kariera
Igrzyska olimpijskie w Sarajewie w 1984 r. były jej olimpijskim debiutem. Wspólnie z koleżankami - Anne Jahren, Brit Pettersen i Berit Aunli zdobyła złoty medal w sztafecie 4 × 5 km. Była także między innymi piąta w biegu na 5 km techniką klasyczną. Na igrzyskach olimpijskich w Calgary była dwukrotnie szósta: w biegach na 5 i 10 km stylem klasycznym. Podczas igrzysk w Albertville w 1992 r. wraz z Solveig Pedersen, Trude Dybendahl i Elin Nilsen zdobyła srebrny medal w sztafecie. Indywidualnie jej najlepszym wynikiem było 5. miejsce w biegu na 5 km techniką klasyczną. Igrzyska olimpijskie w Lillehammer były ostatnimi w jej karierze. Norweżki z Nybråten w składzie obroniły tytuł wicemistrzyń olimpijskich w sztafecie. Indywidualnie Inger Helene po raz trzeci w swoich startach zajęła 5. miejsce w biegu na 5 km stylem klasycznym, co było jej najlepszym wynikiem na tych igrzyskach.
W 1982 r. zadebiutowała na mistrzostwach świata biorąc udział w mistrzostwach w Oslo, gdzie wspólnie z Anette Bøe, Berit Aunli i Brit Pettersen zdobyła złoty medal w sztafecie. Na swój następny start na imprezie mistrzowskiej musiała poczekać do rozgrywanych w 1989 r. mistrzostw świata w Lahti. Indywidualnie plasowała się w pierwszej dziesiątce jednak na podium nie stanęła, za to w sztafecie Norweżki z Inger Helene w składzie zdobyły brązowy medal. Także z mistrzostw świata w Val di Fiemme i mistrzostw w Falun Nybråten przywiozła brązowe medale wywalczone w sztafetach. Poza 6. miejscem w biegu na 5 km stylem klasycznym w Val di Fiemme indywidualnie zajmowała na obu tych mistrzostwach odległe pozycje. Na mistrzostwach świata w Thunder Bay osiągnęła swój największy indywidualny sukces zdobywając brązowy medal w biegu na 15 km techniką klasyczną. Ponadto razem z Marit Mikkelsplass, Elin Nilsen i Anitą Moen zdobyła srebrny medal w sztafecie.
Najlepsze wyniki w Pucharze Świata osiągnęła w sezonie 1983/1984, kiedy to zajęła 4. miejsce w klasyfikacji generalnej. Łącznie 11 razy stawała na podium, w tym 4 razy zwyciężała.

## Osiągnięcia

### Igrzyska olimpijskie
| Miejsce | Dzień     | Rok  | Miejscowość | Konkurencja             | Czas biegu | Strata  | Zwyciężczyni           |
| ------- | --------- | ---- | ----------- | ----------------------- | ---------- | ------- | ---------------------- |
| 5.      | 12 lutego | 1984 | Sarajewo    | 5 km stylem klasycznym  | 17:04,0    | +24,2   | Marjo Matikainen       |
| 1.      | 15 lutego | 1984 | Sarajewo    | Sztafeta 4 × 5 km       | 1:06:49,7  | -       | -                      |
| 11.     | 18 lutego | 1984 | Sarajewo    | 20 km stylem klasycznym | 1:01:45,0  | +3:06,2 | Marja-Liisa Hämäläinen |
| 6.      | 14 lutego | 1988 | Calgary     | 10 km stylem klasycznym | 30:08,3    | +43,4   | Vida Vencienė          |
| 6.      | 17 lutego | 1988 | Calgary     | 5 km stylem klasycznym  | 15:04,0    | +13,7   | Marjo Matikainen       |
| 7.      | 9 lutego  | 1992 | Albertville | 15 km stylem klasycznym | 42:20,8    | +1:57,8 | Lubow Jegorowa         |
| 5.      | 13 lutego | 1992 | Albertville | 5 km stylem klasycznym  | 14:13,8    | +19,5   | Marjut Lukkarinen      |
| 7.      | 15 lutego | 1992 | Albertville | 5+10 km pościgowy       | 40:07,7    | +1:27,4 | Lubow Jegorowa         |
| 2.      | 17 lutego | 1992 | Albertville | Sztafeta 4 × 5 km       | 59:34,8    | +21,6   | WNP                    |
| 13.     | 21 lutego | 1992 | Albertville | 30 km stylem dowolnym   | 1:22:30,1  | +5:51,7 | Stefania Belmondo      |
| 5.      | 15 lutego | 1994 | Lillehammer | 5 km stylem klasycznym  | 14:08,8    | +34,8   | Lubow Jegorowa         |
| 2.      | 21 lutego | 1994 | Lillehammer | Sztafeta 4 × 5 km       | 57:12,5    | +30,1   | Rosja                  |
| 7.      | 24 lutego | 1994 | Lillehammer | 30 km stylem klasycznym | 1:25:41,6  | +1:29,6 | Manuela Di Centa       |

### Mistrzostwa świata
| Miejsce | Dzień     | Rok  | Miejscowość   | Konkurencja             | Czas biegu | Strata  | Zwyciężczyni            |
| ------- | --------- | ---- | ------------- | ----------------------- | ---------- | ------- | ----------------------- |
| 9.      | 19 lutego | 1982 | Oslo          | 10 km stylem dowolnym   | 29:25,9    | +1:07,9 | Berit Aunli             |
| 1.      | 24 lutego | 1982 | Oslo          | Sztafeta 4 × 5 km       | 1:02:15,9  | -       | -                       |
| 9.      | 17 lutego | 1989 | Lahti         | 10 km stylem klasycznym | 29:19,0    | +1:30,0 | Marja-Liisa Kirvesniemi |
| 8.      | 21 lutego | 1989 | Lahti         | 15 km stylem klasycznym | 47:46,6    | +2:00,9 | Marjo Matikainen        |
| 3.      | 23 lutego | 1989 | Lahti         | Sztafeta 4 × 5 km       | 54:49,8    | +1:02,5 | Finlandia               |
| 6.      | 12 lutego | 1991 | Val di Fiemme | 5 km stylem klasycznym  | 14:04,2    | +36,4   | Trude Dybendahl         |
| 3.      | 14 lutego | 1991 | Val di Fiemme | Sztafeta 4 × 5 km       | 55:36,6    | +57,9   | ZSRR                    |
| 17.     | 19 lutego | 1993 | Falun         | 15 km stylem klasycznym | 44:49,0    | +3:10,0 | Jelena Välbe            |
| 12.     | 21 lutego | 1993 | Falun         | 5 km stylem klasycznym  | 14:07,6    | +24,3   | Larisa Łazutina         |
| 24.     | 23 lutego | 1993 | Falun         | 5+10 km pościgowy       | 40:19,0    | +2:16,6 | Stefania Belmondo       |
| 3.      | 25 lutego | 1993 | Falun         | Sztafeta 4 × 5 km       | 54:15,7    | +53,3   | Rosja                   |
| 3.      | 10 marca  | 1995 | Thunder Bay   | 15 km stylem klasycznym | 41:27,5    | +1:35,7 | Larisa Łazutina         |
| 6.      | 12 marca  | 1995 | Thunder Bay   | 5 km stylem klasycznym  | 15:23,7    | +49,2   | Larisa Łazutina         |
| 2.      | 16 marca  | 1995 | Thunder Bay   | Sztafeta 4 × 5 km       | 53:47,6    | +1:31,0 | Rosja                   |

### Puchar Świata

#### Miejsca w klasyfikacji generalnej
- sezon 1981/1982: 9.
- sezon 1982/1983: 7.
- sezon 1983/1984: 4.
- sezon 1985/1986: 40.
- sezon 1987/1988: 10.
- sezon 1988/1989: 15.
- sezon 1989/1990: 17.
- sezon 1990/1991: 9.
- sezon 1991/1992: 6.
- sezon 1992/1993: 12.
- sezon 1993/1994: 7.
- sezon 1994/1995: 6.

#### Zwycięstwa w zawodach
| Nr | Dzień       | Rok  | Miejscowość | Konkurencja             | Czas biegu  |
| -- | ----------- | ---- | ----------- | ----------------------- | ----------- |
| 1. | 24 marca    | 1984 | Murmańsk    | 10 km stylem klasycznym | –           |
| 2. | 9 stycznia  | 1988 | Leningrad   | 10 km stylem klasycznym | –           |
| 3. | 12 stycznia | 1991 | Klingenthal | 15 km stylem klasycznym | –           |
| 4. | 21 stycznia | 1985 | Lahti       | 10 km stylem klasycznym | 29:50.1 min |

#### Miejsca na podium
| Nr  | Dzień       | Rok  | Miejscowość   | Konkurencja             | Czas biegu  | Strata      | Miejsce | Zwycięzca         |
| --- | ----------- | ---- | ------------- | ----------------------- | ----------- | ----------- | ------- | ----------------- |
| 1.  | 6 marca     | 1982 | Lahti         | 10 km stylem klasycznym | ?           | ?           | 3       | Anette Bøe        |
| 2.  | 13 kwietnia | 1982 | Kiruna        | 5 km stylem klasycznym  | ?           | ?           | 3       | Britt Pettersen   |
| 3.  | 17 marca    | 1984 | Štrbské Pleso | 5 km stylem klasycznym  | ?           | ?           | 3       | Květa Jeriová     |
| 4.  | 24 marca    | 1984 | Murmańsk      | 10 km stylem klasycznym | ?           | –           | 1       | –                 |
| 5.  | 9 stycznia  | 1988 | Leningrad     | 10 km stylem klasycznym | ?           | –           | 1       | –                 |
| 6.  | 5 stycznia  | 1991 | Mińsk         | 30 km stylem klasycznym | ?           | ?           | 3       | Jelena Välbe      |
| 7.  | 12 stycznia | 1991 | Klingenthal   | 15 km stylem klasycznym | ?           | –           | 1       | –                 |
| 8.  | 29 lutego   | 1992 | Lahti         | 30 km stylem klasycznym | 1:25:30.1 h | +28.5 s     | 2       | Stefania Belmondo |
| 9.  | 19 marca    | 1994 | Thunder Bay   | 5 km stylem klasycznym  | 13:11.0 min | +2.1 s      | 2       | Larisa Łazutina   |
| 10. | 21 stycznia | 1985 | Lahti         | 10 km stylem klasycznym | 29:50.1 min | –           | 1       | –                 |
| 11. | 10 marca    | 1995 | Thunder Bay   | 15 km stylem klasycznym | 41:27.5 min | +1:11.6 min | 3       | Larisa Łazutina   |